# باشگاه راگبی رئال مادرید
باشگاه راگبی رئال مادرید (به اسپانیایی: Sección de Rugby del Real Madrid Club de Fútbol) بخش اتحادیه راگبی رئال مادرید اسپانیا بود که در سال ۱۹۲۴ تأسیس شد، این تیم به ۴ عنوان غیررسمی منطقه‌ای و ۱ عنوان قهرمانی کوپا دل ری در سال ۱۹۳۴ دست یافت، پیش از اینکه در سال ۱۹۴۸ بسته شود.
اگرچه این بخش در حال حاضر منحل شده‌است، تلاش‌هایی برای معرفی دوباره تمرین راگبی صورت گرفت، اما در نهایت انجام نشد، از جمله توافق ناموفق با باشگاه راگبی CRC مادرید برای داشتن تیمی به نمایندگی از آنها در División de Honor، دسته اول راگبی اسپانیا.

## تاریخچه

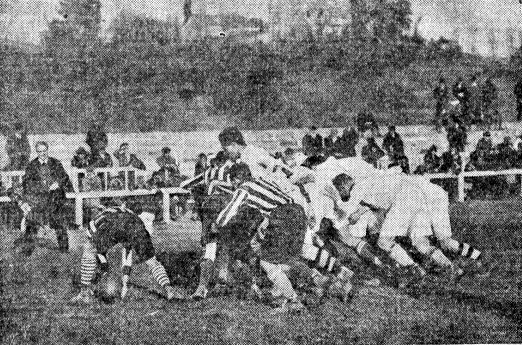
بازی نخست، رئال مادرید v. اتلتیکو مادرید، ۱۹۲۵

بخش راگبی رئال مادرید توسط برخی از اعضای جوان باشگاه تأسیس شد که فوتبالیست سابق Eulogio Aranguren در میان آنها بود. در ۱۰ ژانویه ۱۹۲۵، تیم اولین بازی خود را در مقابل. اتلتیکو مادرید در استادیوم متروپولیتانو، که توسط رئال مادرید ۲۷–۰ برنده شد. راگبی رئال مادرید در اولین سال‌های فعالیت خود در مکان‌های مختلفی مانند Chamartín, El Estadio, El Campo de Los Suizos و Canillejas بازی می‌کرد.

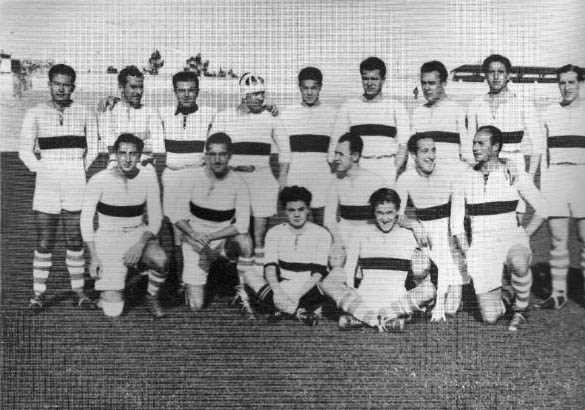
تیمی که در سال ۱۹۳۴ قهرمان کوپا دل ری شد

در ۲۵ ژانویه ۱۹۲۵، رئال مادرید با آکادمی پیاده‌نظام تولدو در ورزشگاه چامارتین بازی کرد و رئال مادرید با نتیجه ۲۳–۹ پیروز شد. پس از پایان مسابقه، اولین جام نیز به این تیم اهدا شد.
در سطح منطقه‌ای، راگبی رئال مادرید چهار بار پیاپی برنده مرکز منطقه‌ای کمپئوناتو شد، در اولین سال‌های دهه ۱۹۳۰.
در سال ۱۹۳۴، رئال مادرید اولین قهرمانی ملی خود، کوپا دل ری دو راگبی را پس از شکست یونیورسیتاریو د والنسیا با نتیجه ۱۴–۶ به دست آورد. این تنها عنوان او در آن رقابت خواهد بود. برخی از برجسته‌ترین بازیکنان آن فینال کارلوس گارسیا سان میگل و رامون رزینس بودند.
پس از یک وقفه به دلیل جنگ داخلی (۱۹۳۶–۱۹۳۹)، بخش راگبی رئال مادرید محبوبیت یافت و در سال ۱۹۴۸ متوقف شد. در تلاشی برای بازگرداندن این ورزش به باشگاه، در سال ۲۰۰۸ رئال مادرید با باشگاه راگبی CRC مادرید (همچنین به عنوان CRC Pozuelo شناخته می‌شود) ترتیباتی داد تا در لیگ برتر اسپانیا، División de Honor نماینده شود. هنگامی که قرارداد امضا می‌شد، رامون کالدرون، رئیس رئال مادرید، که معمار اصلی بازگشت راگبی به باشگاه بود، به دنبال اتهامات تقلب در رای برای تأیید بودجه مالی، از سمت خود استعفا داد. رئال مادرید در بحرانی منفجر شد که بسیاری از پروژه‌ها و عملیات در باشگاه از جمله بخش راگبی را به حالت تعلیق درآورد.
با آمدن فلورنتینو پرز برای دومین دوره به باشگاه، مذاکرات گذشته از سر گرفته نشد. بنابراین بخش راگبی از آن زمان تاکنون غیرفعال مانده‌است.
پس از آن، اتلتیکو مادرید با CRC مادرید برای داشتن یک تیم راگبی در División de Honor قراردادی امضا کرد. تیم CRC موافقت کرد که از نام، سپر و رنگ‌های اتلتیکو مادرید در طول مدت اجرای توافق استفاده کند.

## افتخارات
- کوپا دل ری (۱): ۱۹۳۴